# Runowo Pomorskie
Runowo Pomorskie (deutsch Ruhnow-Bahnhof) ist ein Dorf in der polnischen Woiwodschaft Westpommern und gehört zur Stadt- und Landgemeinde Węgorzyno (Wangerin) im Kreis Łobez (Labes).

## Geographische Lage
Runowo Pomorskie – der Ortsname Runowo ist in Polen häufig – liegt im Nordwesten der Kleinstadt Węgorzyno (Wangerin) und nur zwei Kilometer südöstlich des namensgleichen Ortes Runowo. Die polnische Landesstraße 20, deren Verlauf hier der ehemaligen deutschen Reichsstraße 158 entspricht, ist in zwei Kilometern zu erreichen. Runowo Pomorskie ist Bahnstation an den beiden Staatsbahnlinien Stargard Szczeciński–Gdańsk (Stargard in Pommern–Danzig) und Chojnice–Runowo Pomorskie (Konitz in Westpreußen–Ruhnow).

## Geschichte
Bis 1945 war Ruhnow-Bahnhof eine Ortschaft in der Gemeinde Ruhnow (heute polnisch: Runowo). im Landkreis Regenwalde (Sitz in Labes) im Regierungsbezirk Köslin der preußischen Provinz Pommern.
Als 1859 mit dem Bau der Bahnlinie von Stargard in Pommern nach Danzig begonnen wurde, sollte die Stadt Wangerin (Węgorzyno) eine Bahnstation erhalten. Deren Einwohner weigerten sich jedoch und so wurde der Bahnhof in Ruhnow, dem heutigen Runowo Pomorskie, errichtet. Im Jahre 1877 war hier auch Endpunkt einer Bahnlinie von Konitz in Westpreußen nach Ruhnow, an deren Strecke Wangerin freilich eine Bahnstation akzeptierte. Ruhnow als Bahnknotenpunkt zog zahlreiche Arbeitskräfte an, die sich u. a. in der Nähe des Bahnhofs ansiedelten und zur zahlenmäßigen Vergrößerung dieses Ortsteils führten.

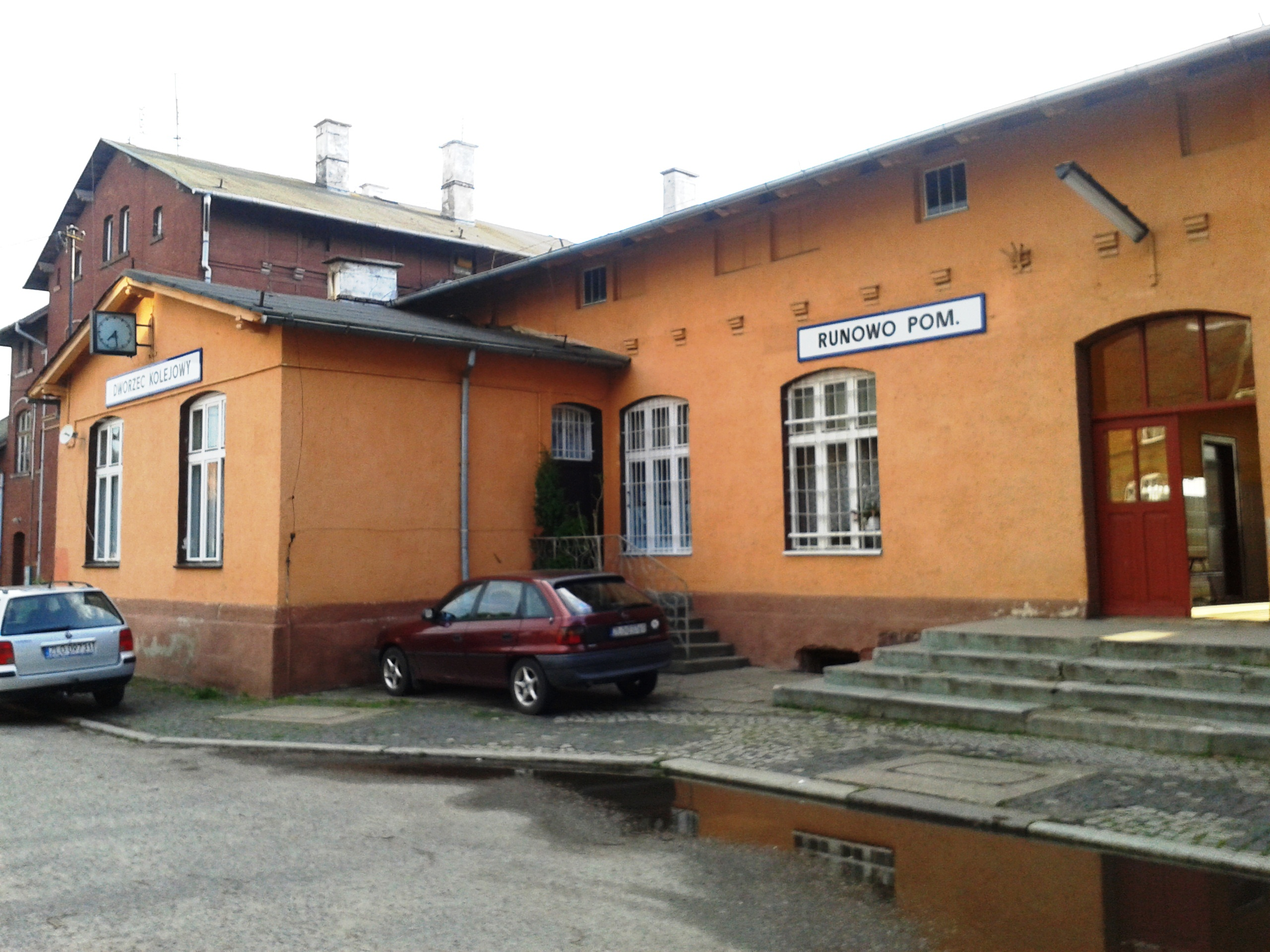
Bahnhof (2014)

Als 1945 die Gemeinde Ruhnow unter der Bezeichnung Runowo polnisch wurde, teilte man den Ortsteil Ruhnow-Bahnhof unter dem Namen Runowo Pomorskie ab. Heute stellen beide Orte je ein eigenes „Schulzenamt“ (sołectwo) dar innerhalb der Gmina Węgorzyno im Powiat Łobeski in der Woiwodschaft Westpommern (1975–1998 Woiwodschaft Stettin). In Runowo Pomorskie leben heute mehr als 500 Einwohner.

## Kirche
Kirchenstrukturell waren Ruhnow (Ort) und Ruhnow-Bahnhof schon vor 1945 getrennt. Während Ruhnow (Ort) ein eigenes evangelisches Kirchspiel im Kirchenkreis Freienwalde (heute polnisch: Chociwel) bildete, war Ruhnow-Bahnhof in das Kirchspiel Wangerin (Węgorzyno) im Kirchenkreis Labes (Łobez) im Ostsprengel der Kirchenprovinz Pommern der Kirche der Altpreußischen Union eingepfarrt. In Ruhnow-Bahnhof gab es – aufgrund des Einwohnerzuzugs auf über 500 Menschen –  bald eine eigene Predigtstätte.

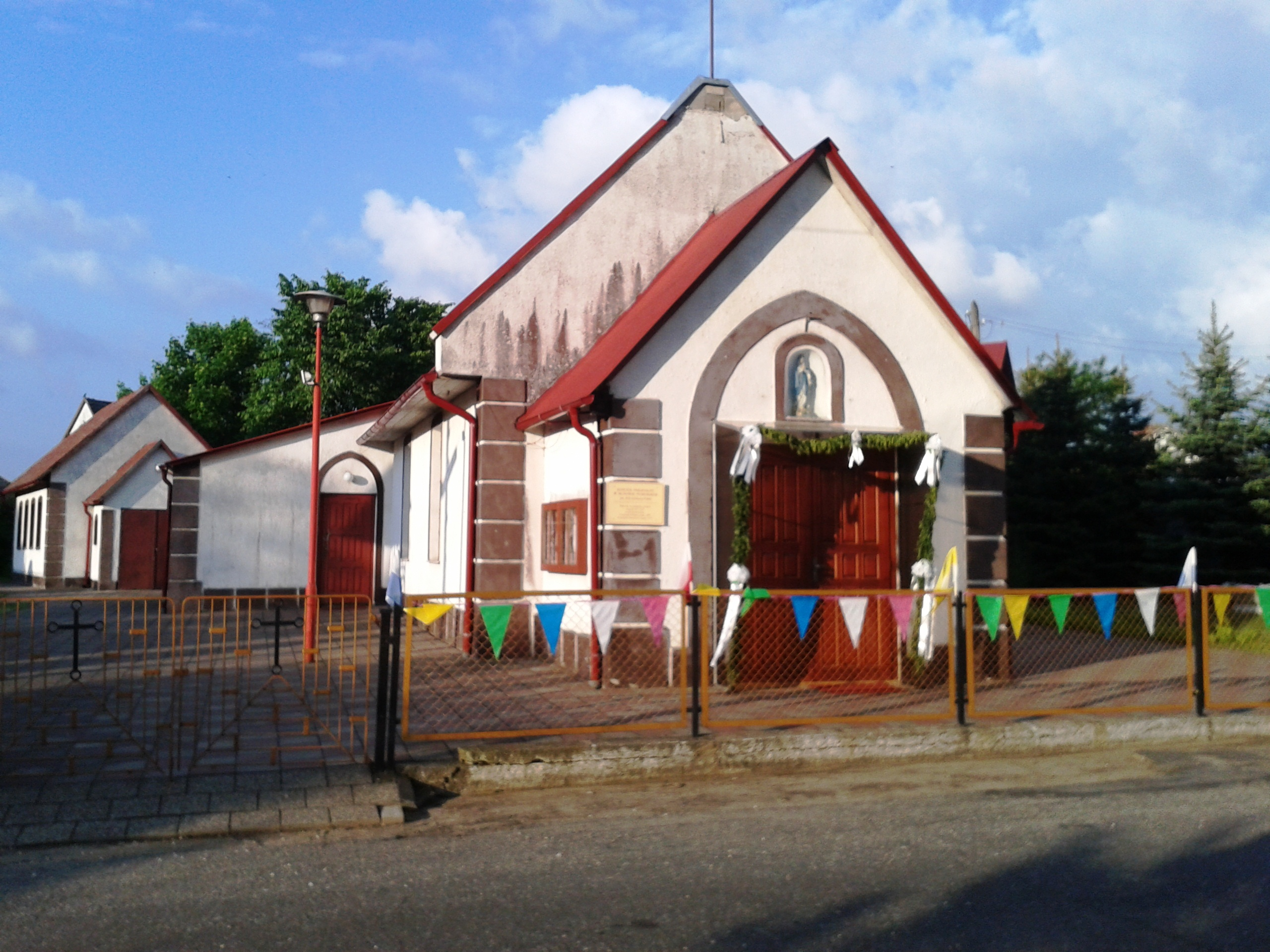
Kirche (2014)

Nach 1945 wurde Runowo Pomorskie – wie auch Runowo eine eigene katholische Pfarrei, die zum Dekanat Łobez (Labes) im Erzbistum Stettin-Cammin der Katholischen Kirche in Polen gehört. Hier lebende evangelische Kirchenglieder sind in die Trinitatiskirchengemeinde in Stettin in der Diözese Breslau der Evangelisch-Augsburgischen Kirche in Polen eingepfarrt.